# MRPL19
MRPL19‏ (Mitochondrial ribosomal protein L19) هوَ بروتين يُشَفر بواسطة جين MRPL19 في الإنسان.